# گرهارد شالر

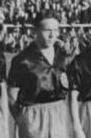
گرهارد شالر

گرهارد شالر (به آلمانی: Gerhard Schaller) بازیکن فوتبال و مدافع اهل آلمان شرقی بود که از سال ۱۹۵۵ میلادی عضو تیم ملی فوتبال آلمان شرقی بوده‌است. وی در ۵ بازی ملی حضور داشته و در بازی‌های ملی‌اش گلی به ثمر نرساند. گرهارد شالر آخرین بازی ملی خود را در سال ۱۹۵۶ میلادی انجام داد.